# Epitonium fabrizioi
Epitonium fabrizioi is een slakkensoort uit de familie van de Epitoniidae. De wetenschappelijke naam van de soort is voor het eerst geldig gepubliceerd in 1998 door Pastorino & Penchaszadeh.